# 迪布魯棕鱸
迪布魯棕鱸，為輻鰭魚綱鱸形目鱸亞目棕鱸科的其中一種，分布於亞洲印度阿薩姆邦布拉馬普特拉河流域，為熱帶淡水魚類，體長可達4.1公分，棲息在溪流底中層水域，生活習性不明。

## 擴展閱讀
維基物種上的相關：迪布魯棕鱸